# Lincoln MKZ
O MKZ é um sedan de porte médio da Lincoln.

## Motorização
Em 2013, estavam disponíveis as seguintes motorizações:
- equipada com motor de 6 cilindros (3.700 cc), que fornece 300 hp de potência, com transmissão automática de seis velocidades;
- equipada com um motor turbo de 4 cilindros (2.000 cc);
- híbrida, equipada com um motor de Ciclo Atkinson com 4 cilindros (2.000 cc), que fornece 141 hp de potência combinado com um motor elétrico de 88 kW e com uma transmissão continuamente variável (câmbio CVT)[1] [2].

## Galeria
- Primeira geração (2005-12)
- Segunda geração (2012-presente)